# Bergamasco (hondenras)
De Bergamasco is een hondenras dat afstamt van Italiaanse herders, die weer van Perzische herdershonden afstammen. Er vonden ook kruisingen met molosser herders en Hongaarse herders (Puli, Kuvasz, Pumi, Komondor, Mudi) plaats.
De Bergamasco en de Berghond van de Maremmen en Abruzzen zijn de in Italië meest voorkomende en oudste varianten. De Bergamasco werd lange tijd met de Maremmano verwisseld. In 1941 werd de Bergamasco door het F.C.I. als ras erkend. Het eerste fokboek bestond in Italië reeds sinds 1898. Schofthoogte bedraagt circa 62 centimeter en het gewicht tot 32 kilogram.
De Bergamasco is herkenbaar aan zijn 'dreadlocks', hoewel het niet het enige hondenras is dat deze heeft.
Bergamasco's zullen soms hun geur aan een mens of dier afgeven door middel van het 'kopjes geven van een kat', zodat de Bergamasco je de volgende keer sneller herkent aan zijn eigen geur.
De Bergamasco wordt vooral als herder in de bergen ingezet, maar heeft de neiging om zich als waakhond te gedragen. Het gedrag van het geven van kopjes wil ook zeggen: de Bergamasco herkent dan wie hij mag en over wie hij wil waken.
Australian stumpy tail cattle dog ·
Australische herder ·
Australische veedrijvershond ·
Bearded collie ·
Beauceron ·
Belgische herder ·
Bergamasco ·
Berghond van de Maremmen en Abruzzen ·
Bobtail ·
Boheemse herder ·
Bordercollie ·
Bouvier des Ardennes ·
Bouvier (des Flandres) ·
Briard ·
Ca de bestiar ·
Cão da Serra de Aires ·
Cão de fila de São Miguel ·
Catalaanse herder ·
Ciobanesc romanesc carpatin ·
Ciobanesc romanesc mioritic ·
Duitse herder ·
Hollandse herder ·
Karpatische herdershond ·
Kelpie ·
Komondor ·
Kroatische herder ·
Kuvasz ·
Lancashire heeler ·
Miniature American Shepherd ·
Mudi ·
Picardische herdershond ·
Polski owczarek nizinny ·
Puli ·
Pumi ·
Pyrenese herdershond ·
Saarlooswolfhond ·
Schapendoes ·
Schipperke ·
Schotse herdershond ·
Sheltie ·
Slovenský čuvač ·
Tatrahond ·
Tsjecho-Slowaakse wolfhond ·
Welsh corgi Cardigan ·
Welsh corgi Pembroke ·
Zuid-Russische owcharka ·
Zwitserse witte herder